# Alexander Baltazzi
Alexander Baltazzi (1850. – Bécs, 1914. november 24.), a korabeli magyar sajtóban Baltazzi Sándor néven is szereplő, görög származású sportember, úrlovas, versenyló-tulajdonos, Helene Baltazzi öccse, Mary von Vetsera bárókisasszony nagybátyja.

## Életpályája

### Ifjúkora, családja, testvérei
Alexander Baltazzi egy olasz-görög-angol ősöktől származó bankárcsalád fia volt. Édesapja Theodore Baltazzi bankár (1788–1860), édesanyja Elize Sarrel volt. Az apa nagy vagyonra tett szert Isztambulban. Kétszer nősült, első feleségétől, Despina Vukovich-tól született gyermekei: 
- Helene Baltazzi (görögösen Eleni) (1847–1925), a későbbi Vetsera báróné,
- Elizabeth Baltazzi (1849–1899).

Második feleségétől, Elize Sarrel-től született gyermekei: 
- Alexander Baltazzi (1850–1914),
- Aristides Baltazzi (1853–1914),
- Charlotte Baltazzi (1856–1875), aki később gróf Erdődy György felesége lett.
- Hector Baltazzi (1854–1916),
- Eveline Baltazzi (1855–1901),
- Virginie Baltazzi (1857–1929),
- Henry Baltazzi (1858–1940).

Alexander legidősebb nővérét, Helene Baltazzit tartották Konstantinápoly leggazdagabb leányának. Szülei korán elhaltak. Az elárvult Baltazzi gyermekek gyámja Albin Vetsera (1825–1887) pozsonyi születésű diplomata lett, az Osztrák Császárság isztambuli követségének titkára, a Baltazzi család régi barátja. 
Albin Vetsera 1864-ben feleségül vette legidősebb gyámleányát, Helenét, Alexander nővérét. Albin Vetserát sikeres diplomáciai megbízások után I. Ferenc József császár 1870-ben bárói rangra emelte. Alexander húga, Eveline Baltazzi feleségül ment Georg von Stockau grófhoz (1854–1901). A család Bécsbe költözött, a Salesianergasse 11. alatt saját palotájuk volt. Élénk társasági életet éltek, nagy házat vittek, vendégeik a Monarchia és a nemzetközi diplomácia legelőkelőbb köreiből kerültek ki. A görögös külsejű, fekete hajú Baltazziak – mint az újgazdagok általában – mindenáron felül akarták múlni, a bécsi arisztokrata környezet tősgyökeres tagjait. Igyekeztek többet szerepelni, többet költeni, drágábban és feltűnőbben öltözni, több pénzt eljátszani kártyán, jobb lovakat tartani. A fiatalok a királyi családok tagjaiba voltak szerelmesek. Arisztokrata körökben köztudott volt, hogy Mary anyja, Helene Baltazzi volt Rudolf trónörökös első szeretője.
Alexander nővérének, Helenének kisebbik leánya volt Maria „Mary” von Vetsera (1871–1889). Róla úgy beszéltek, mint a portugál király jövendőbelijéről. 1877-ben, amikor Mary még csak hatéves volt, Helene báróné alkalmi szeretője lett a nála tíz évvel fiatalabb, 19 éves Rudolf trónörökösnek. Leánya, Mary, Alexander unokahúga 1888-ban, 17 éves korában Marie von Larisch grófnő közvetítésével maga is Rudolf trónörökös szeretője lett, és 1889 januárjában vele együtt halt meg Mayerlingben, tragikus és vitatott körülmények között.

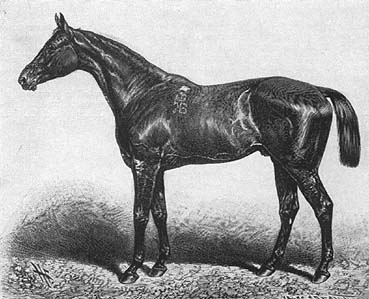
Baltazzi Derby-győztes versenylova, Kisbér.

### A lóversenyző és ménesgazda
Helene Baltazzi fivéreinek, Aristides és Alexander Baltazzinak nagyhírű istállójuk volt, saját lovaikkal szerepeltek a nagy nemzetközi lóversenyeken. A harmadik fivér, Hector is híresen jó lovas volt, a legfiatalabbat, Henryt a monarchia legelegánsabb férfiának tartották. A Vetsera és a Baltazzi családok tagjai a Monarchia és a nemzetközi politikai, üzleti és társasági élet ismert alakjai voltak. Otthonosan mozogtak Európa arisztokrata köreiben Londonban, Párizsban, Szentpétervárott és Bécsben. 
Alexander Baltazzi nagyra becsült, hírneves sportoló, jeles úrlovas volt. 1874-ben bevezették a császári udvarhoz is, bemutatták Erzsébet császárnénak. Alexander versenylova, a szülőhelyéről elnevezett Kisbér 1876-ban óriási meglepetésre megnyerte az Epsomi Derbyt (zsoké: Charlie Maidment, edző: Joseph Hayhoe), majd néhány hét múlva a Párizsban újabb győzelmet aratott, megnyerte a Grand Prix de Paris-t is. Ilyen kettős győzelem addig csak egyetlen lónak sikerült. 
Kisbér angol telivér versenyló a híres Buccaneer csődör és Mineral kanca 1873-ban született utóda volt, a kisbéri Magyar Királyi Állami Ménesből került ki. Alexander és Hector Baltazzi Kisbéren vásárolták 5160 guldenért, az akkor még névtelen Buccaneer-csikót. Az 1876-os epsomi Derbyre még „Hungarian Colt” néven nevezték. Alexandert ekkor olyan nagy kártyaadósság terhelte, hogy lovát a verseny előtt le akarták foglalni, és csak egy gyorsan megszerzett kölcsön tette lehetővé lovuk elindítását a Derbyn. Maga Alexander nem is volt jelen lova győzelménél, mert hitelezői elől bujkált. Bátyja, Aristides vezette a mázsáláshoz az akkor már „Kisbér” néven bejegyzett lovat. Kisbér megnyerte eladósodott gazdáinak a 2000 guinea-s pénzdíjat. Alexander és Aristides ezután a Párizsi Nagydíjat is megnyerték Kisbérrel, de az angol Triple Crown megszerzése már nem sikerült. „Sportpályafutása” végeztével Kisbért Angliába küldték fedezésre, majd 1886-ban átvitték az Aristides Baltazzi által ugyanabban az évben alapított saját ménesükbe, a csehországi Napajedlába (Zlín közelében), végül az észak-németországi telivértenyésztés szolgálatába állították. Az egyetlen magyar ló, amely meg tudta nyerni az Epsomi Derbyt, Hamburgban múlt ki 1896-ban, 23 éves korában. A Napajedlai ménes túlélte a két világháborút, ma is működik.
Alexander nagy szerencsejátékos volt, kártyázott, rulettezett és nagy tétekben fogadott. Mindig többet költött, mint amennyit nyert. Kalandos élete során többször bérelte a gombai tenyészet lovait is. „Fogadási manőverei” (azaz a versenyeredményeket befolyásolni próbáló fogadási csalások kísérletei) miatt, többször is szembekerült a versenyintézőségekkel.

### A mayerlingi tragédia
Alexander Baltazzi unokahúga, Mary von Vetsera 1888 őszén lett Rudolf szeretője. Találkáikat Larisch grófné (1856–1940), Erzsébet császárné és királyné legidősebb fivérének, Wittelsbach Lajos bajor hercegnek leánya, Rudolf unokanővére szervezte, aki anyagilag le volt kötelezve a trónörökösnek. Az egzaltált és állhatatlan természetű Rudolf rendszeres kapcsolatokat tartott fenn más nőkkel, főleg prostituáltakkal. Idegállapota miatt öngyilkosságra készült, ehhez társának a 17 éves, hiszékeny és rajongó Mary von Vetserát választotta. 
1889. január végén I. Ferenc József császár (1830–1916) felelősségre vonta fiát a Maryhez fűződő erkölcstelen viszonya miatt. 1889. január 28-án Rudolf főherceg arra kérte Larisch grófnőt, hogy hozza el a Hofburgba Mary von Vetserát, azzal az ürüggyel, hogy elbúcsúzhasson tőle. A leányt a trónörökös kiszöktette a Hofburgból. A Mayerlingi vadászkastélyba mentek, ahol január 30-án holtan találták őket. A botrányt eltussolták, a rendőri vizsgálat eredményeit eltitkolták. Valószínű, hogy Rudolf agyonlőtte Mary von Vetserát, azután maga is öngyilkos lett. Az eset pontos körülményeit ma is kutatják. 
Bécsben olyan szóbeszéd is elterjedt, hogy Mary nagybátyja, Alexander Baltazzi, értesülvén Mary megszöktetéséről, utánuk ment volna Mayerlingbe azzal a szándékkal, hogy akár erőszak árán is visszahozza 17 éves unokahúgát. Nem tudni, hogy Maryt élve, vagy holtan találta a vadászkastélyban. Szóváltás, majd verekedés alakult ki, ennek során Alexander ölte volna meg a trónörököst. 
Mary halálát eltitkolták, holttestét azonnal eltávolították Rudolf mellől. Január 31-én a mayerlingi kastélyból titokban a közeli heiligenkreuzi ciszterci apátságba vitték, ott az öngyilkosok kriptájába helyezték. A szomorú eseményen csak nagybátyja, Alexander Baltazzi és gyámja, Stockau gróf vehettek részt, anyja megjelenését a rendőrfőnök nem engedélyezte. A Vetsera családot teljes hallgatásra kötelezték. Mary holttestét csak jóval később helyezhették át mai sírhelyére, a heiligenkreuzi temetőbe.

### A tönkretett család
A mayerlingi tragédia után a Baltazzi és a Vetsera család tagjai kegyvesztettek lettek az udvarnál. Az arisztokrácia kiközösítette őket. A gazdag és befolyásos családot a Mayerlingban történtek társadalmilag teljesen ellehetetlenítették. Az császári család tagjai és az udvari emberek ugyanis Mary Vetserát (és természetesen vele együtt a családját is) okolták a trónörökös haláláért. A császár környezete titokban olyan híreszteléseket is terjesztett, hogy a trónörököst Mary mérgezte meg, mielőtt öngyilkos lett. 
Alexander nővére, Helene minden felelősséget a család korábbi jó barátjára, a császári család rokonára, Marie von Larisch grófnőre hárított, akiben mindenkor megbíztak, és aki, mint idősebb barátnő kísérte Maryt, és kerítőnőként szállította a 17 éves leányt a 31 éves, nős főhercegnek. A hivatalos bécsi cenzúra könyörtelenül bezúzatta Helene minden védekezési kísérletét. Az özvegy elhagyta Ausztriát, csak az első világháború és a Habsburg-ház bukása után tért haza. 
Alexander Baltazzit, a trónörökös halálával kapcsolatos, őt is érintő híresztelések ellenére az osztrák hatóságok nem zaklatták. Mértéktelen játékszenvedélye következtében vagyonát elveszítette, szegénységbe és nincstelenségbe jutott. Mindenkitől elfeledve halt meg Bécsben, 1914. november 11-én, vakbélgyulladás következtében.